# Scholtzia teretifolia
Scholtzia teretifolia är en myrtenväxtart som beskrevs av George Bentham. Scholtzia teretifolia ingår i släktet Scholtzia och familjen myrtenväxter. Inga underarter finns listade i Catalogue of Life.